# Premature Ejaculation
Premature Ejaculation (с англ. — «Преждевременная эякуляция») — американская индастриал-группа из Помоны, штат Калифорния, созданная в 1981 году Роззом Уильямсом и Роном Эти. Группа распалась менее чем через год после её создания и была реформирована в 1986 году Роззом Уильямсом и новыми участниками.  Окончательно группа распалась после смерти Розза Уильямса в 1998 году.

## История

### Создание
Premature Ejaculation — один из многочисленных музыкальных проектов Розза Уильямса.  В отличие от его дэт-рок группы Christian Death, в Premature Ejaculation не использовались традиционные для рок-группы музыкальные инструменты: звуки извлекались при помощи различных предметов, инструментов и lo-fi устройств. Ранние записи Premature Ejaculation являются раритетом, так как они распространялись преимущественно среди друзей. Premature Ejaculation мало выступала, потому что клубы отказывались предоставлять музыкантам концертную площадку из-за неоднозначности их перфомансов. Один из первых перфомансов включал в себя поедание Роном Эти мертвой кошки (животное было сбито на дороге).

### Возрождение
Группа была реформирована в 1986 году, когда к Роззу Уильямсу присоединились Чак Коллисон, а также на некоторое время Ли Уайлдс и Крис Фуллер. Джин Эванс и Стив Мессер продюсировали живые выступления. Группа оставалась авангардной на протяжении всего времени её существования и фокусировалась на шок-контенте и табу. Для создания насыщенных звуковых ландшафтов использовались фрагменты аудиозаписей: плач младенцев, звук бензопилы, а также другие неожиданные звуки и шумы. Изысканные и чрезвычайно мрачные мультимедиа, демонстрировавшиеся на концертах, часто удивляли публику, а иногда вызывали отвращение. Чак Коллисон играл важную роль в реформированной группе, заметно повысив качество звука. Чак Коллисон основал лейбл The Happiest Place on Earth для выпуска записей Premature Ejaculation.  Название вскоре было изменено на The Happiest Tapes on Earth, чтобы избежать потенциальных юридических проблем с The Walt Disney Company. Первые два полноформатных альбома были выпущены на лейбле Чака Коллисона. Сначала релизы были доступны только в кассетном формате, и лишь позднее на виниле и компакт-дисках. Первым был выпущен альбом «Death Cultures», за ним последовали «Blood Told in Spine» и «Assertive Discipline». Группа выпустила несколько записей на других лейблах, в том числе альбом «Anesthesia» на немецком лейбле Dark Vinyl Records, который впоследствии стал одним из самых популярных. Группа также издавалась на Cleopatra Records, Triple XXX и других лейблах. Premature Ejaculation не самый известный проект Розза Уильямса. Christian Death остается его самой известной группой (см. также Shadow Project с Евой О). Тем не менее Розз Уильямс часто упоминал Premature Ejaculation как свое любимое детище. Группа оставила после себя обширный бэк-каталог, включающий альбом «Wound of Exit», выпущенный посмертно.

## Участники
- Розз Уильямс (1981—1998)
- Рон Эти (1981—1982)
- Чак Коллисон (1986—1998)
- Джин Эванс (1986—1998)
- Стивен Мессер (1986—1998)
- Ли Уайлдс (1986—1987)
- Крис Фуллер (1986—1989)
- Парис Садонис
- Райан Уайлдстар
- Эрик Кристидес

## Дискография
- PE — Pt.1 (1981)
- PE — Pt.2 (1981)
- A Little Hard to Swallow
- Living Monstrocities / Descent
- Body of a Crow (1986)
- Death Cultures (1987)
- Assertive Discipline (1988)
- Death Cultures III (1988)
- Night Sweats (1988)
- Blood Told in Spine (1991)
- Blue Honey / Pigface Show & Tell (1988)
- Anesthesia (1992)
- Necessary Discomforts (1993)
- Estimating the Time of Death (1994)
- Dead Horse Riddles (1994)
- Wound of Exit (1998)
- 6 (2001)

## Видео
- Death Cultures III (1988)
- Not the Real Criminal (1989)
- The End is Here (1989)